# Vestistilus variabilis
Vestistilus variabilis är en insektsart som beskrevs av Fowler. Vestistilus variabilis ingår i släktet Vestistilus och familjen hornstritar. Inga underarter finns listade i Catalogue of Life.